# Gortyna fortis
Gortyna fortis là một loài bướm đêm trong họ Noctuidae.